# Eugénie Le Sommerová
Eugénie Anne Claudine Le Sommerová (* 18. května 1989 Grasse) je francouzská fotbalistka. Hraje v záloze nebo na křídle.
Pochází z devíti dětí. Její otec je policista, rodina se proto často stěhovala. Oba její rodiče hráli fotbal na amatérské úrovni.
Od pěti let hrála s chlapci za Trélissac FC, vedle fotbalu se věnovala také judu. V roce 2004 začala hrát v dívčím týmu FC Lorient, na seniorské úrovni působila od roku 2007 ve Stade Briochin a v roce 2010 přestoupila do Olympique Lyonnais Féminin. V letech 2011 až 2019 s tímto klubem získala devět francouzských titulů v řadě a v letech 2011, 2012, 2016, 2017, 2018 a 2019 vyhrála Ligu mistrů.
Za francouzskou reprezentaci nastupuje od roku 2009 a zastává funkci kapitánky. Odehrála 170 mezistátních zápasů a vstřelila 80 branek, získala čtvrté místo na mistrovství světa ve fotbale žen 2011 a na olympijských hrách 2012 a vyhrála Kyperský pohár v letech 2012 a 2014.
Byla nejlepší střelkyní Ligy mistrů v sezóně 2011/12 a francouzské ligy v sezónách 2009/10, 2011/12 a 2016/17. Čtyřikrát byla ve výběru deseti nejlepších hráček Evropy (2015–2018) a byla zařazena do all-stars týmu na mistrovství Evropy 2013 a na mistrovství světa 2015.